# Kenny Williams (luchador)
Alan Niddrie (nacido el 13 de junio de 1993), más conocido bajo el nombre Kenny Williams, es un luchador profesional escocés. Es conocido por su tiempo trabajando para la empresa WWE, en donde se presentaba en la marca NXT UK. Niddrie también participa en múltiples promociones en el Reino Unido y Europa, como Progress Wrestling, Premier British Wrestling, Preston City Wrestling , Pro Wrestling Elite, British Championship Wrestling, IPW: UK, Scottish Wrestling Alliance, y completado en Defiant Wrestling en la Copa del Mundo de Lucha Profesional, representando a Escocia , pero es más conocido por su trabajo en Insane Championship Wrestling , donde es tres veces campeón de ICW Zero-G .

## Carrera

### Campeonato Británico de Lucha (2013-2015)
Williams hizo su debut el 25 de mayo de 2013, en un partido de equipo de etiqueta para los títulos de equipo de etiqueta. El partido fue Williams y Chris Rampage contra los campeones Jack Jester y Mikey Whiplash. Williams y Rampage perdieron el partido, lo que significó que Jester y Whiplash pudieron retener el campeonato por equipos. El 4 de abril de 2015, Kenny Williams estuvo en un Partido de Cuatro Vías para el Campeonato de peso abierto. El partido fue Kenny Williams contra Davey Blaze, Liam Thompson y Noam Dar. Kenny Williams ganó el partido para convertirse en el campeón de peso abierto de BCW.

### Insane Championship Wrestling (2013–2015)
El 5 de mayo de 2015, Kenny Williams hizo su debut en un partido de equipo por parejas. El partido fue Team CK vs Fight Club (Kid Fite y Liam Thompson). El equipo CK ganó el partido.

### Premier British Wrestling (2013-2015)
El 25 de enero de 2013, Kenny Williams estuvo en un partido de individuales, que fue contra Andy Wild. Salvaje ganó el partido. El 14 de noviembre de 2015, Kenny Williams estaba en un partido por el campeonato de equipo de etiqueta. Se asoció con Grado contra Darkside y TJ Rage. Williams y Grado ganaron para convertirse en los nuevos campeones del equipo.

### Pro Wrestling Elite (2014)
El 13 de septiembre de 2014, Kenny Williams debutó en un Triple Treat Match, también con El Ligero y Joey Hayes. Ligero ganó el partido. El 21 de julio, Kenny Williams estaba en un partido de individuales contra Joe Hendry. Williams ganó este partido para convertirse en el campeón de peso pesado de élite Pro Wrestling.

### WWE (2018-2022)
En la edición del 15 de mayo de 205 Live, Williams estuvo en un partido contra TJP, Kalisto y Tyler Bate, el partido fue ganado por Bate. 
El 16 de mayo, se anunció que sería parte del próximo Torneo del Campeonato del Reino Unido. Perdió ante Dave Mastiff en la primera ronda del torneo.
En NXT UK del 17 de septiembre,  junto a Amir Jordan fueron derrotados por los Campeones en Parejas del Reino Unido de NXT Gallus(Mark Coffey & Wolfgang) en un combate no titular, después del combate aparecieron Pretty Deadly (Lewis Howley & Sam Stoker), The Hunt (Primate & Wild Boar), South Wales Subculture(Flash Morgan Webster & Mark Andrews), Ashton Smith & Oliver Carter en ringside, mientras que Imperium (Fabian Aichner & Marcel Barthel) aparecieron en una pantalla del recinto, la siguiente semana en NXT UK, derrotó a su compañero Amir Jordan y a Ashton Smith en una Triple Threat Match para ser el participante WildCard que se enfrentará a Trent Seven en la 1.ª ronda del Torneo de la Heritage Cup de NXT UK, después del combate de abrazó a Jordan,  en el NXT UK del 22 de octubre, se enfrentó a Trent Seven en la primera ronda del Torneo de la Heritage Cup, sin embargo, perdió 1-2, después del combate se dieron la mano en señal de respeto, en NXT UK del 12 de noviembre, junto a Amir Jordan fueron derrotados por The Hunt (Primate & Wild Boar),
Regresó en NXT UK emitido el 4 de marzo del 2021, junto a Amir Jordan derrotando a Ashton Smith & Oliver Carter, la siguiente semana en NXT UK, junto a Amir Jordan derrotaron a South Wales Subculture (Flash Morgan Webster & Mark Andrews), aunque después del combate Jordan se enfadó por como ganaron.
En NXT UK emitido el 10 de junio, fue derrotado por Mark Andrews, debido a que fue distraído por Tiger Turan.

### Circuito Independiente (2022-presente)
Williams comenzó a trabajar en el circuito de lucha independiente del Reino Unido nuevamente en octubre de 2022. El 12 de octubre, regresó a BCW para desafiar a Andy Roberts por el Campeonato Europeo de Peso Pesado de la Unión de Alianzas Europeas de Lucha Libre, pero fue derrotado. Para Insane Championship Wrestling, desafió a Leyton Buzzard por el Campeonato Mundial Peso Pesado de ICW en ICW: The Undécimo Square Go! y derrotó a Stevie James para ganar su cuarto Campeonato Zero-G de ICW.

## Campeonatos y logros
- British Championship Wrestling
  - BCW Openweight Championship (1 vez)[7][8]

- Insane Championship Wrestling
  - ICW Zero-G Championship (4 veces, actual)[9][10]

- Premier British Wrestling
  - PBW Tag Team Champion (1 vez) - con Grado[11][12]
  - King of Cruisers (2014, 2015)[13]

- Pro Wrestling Elite
  - PWE Heavyweight Championship (1 vez)[14]